# Phyllanthus gneissicus
Phyllanthus gneissicus är en emblikaväxtart som beskrevs av Spencer Le Marchant Moore. Phyllanthus gneissicus ingår i släktet Phyllanthus och familjen emblikaväxter.
Artens utbredningsområde är Nya Kaledonien.

## Underarter
Arten delas in i följande underarter:
- P. g. broumoiriensis
- P. g. gneissicus
- P. g. ramosus
- P. g. toninensis